# In the Light of the Moon
In the Light of the Moon (prt Ed Gein / bra Ed Gein - O Serial Killer ) é um filme estadunidense de 2000, dos gêneros terror e drama biográfico, escrito por Stephen Johnston e dirigido por Chuck Parello, com roteiro inspirado na vida do serial killer Ed Gein.

## Sinopse
Em 1957, a população de Plainfield no Winsconsin acredita que Ed Gein é um simpático e excêntrico agricultor. Mais este, é atormentado por visões de sua falecida mãe, e converte-se á profanação de túmulos e torna-se aficcionado em anatomia humana. Incapaz de resistir aos encantos das mulheres de Plainfield, o jovem não pode mais resistir a atração das mulheres e seu feroz desejo de eliminá-las.

## Elenco
- Steve Railsback ... Ed Gein
- Carrie Snodgress ... Augusta W, Gein
- Carol Mansell ... Collette Marshall
- Sally Champlin ... Mary Hogan
- Steve Blackwood ... Brian
- Nancy Linehan Charles ... Eleanor
- Bill Cross ... George Gein
- Travis McKenna ... Ronnie
- Jan Hoag ... Irene Hill
- Brian Evers ... Henry Gein
- Pat Skipper ... Sheriff Jim Stillwell
- Craig Zimmerman ... Pete Anderson
- Nicholas Stojanovich ... Dale
- Dylan Kasch ... Melvin
- Tish Hicks ... Leigh Cross